# 72 Batalion Łączności Wojsk Obrony Wewnętrznej
72 batalion łączności Wojsk Obrony Wewnętrznej (72 bł WOWew) – pododdział łączności Wojsk Obrony Wewnętrznej.
Batalion został sformowany w Olsztynie na podstawie zarządzenia szefa Sztabu Generalnego Wojska Polskiego Nr 03/Org. z dnia 2 stycznia 1968 roku.
W dniu 1 stycznia 1975 roku na ewidencji batalionu pozostawało 291 żołnierzy, czyli 81,9% stanu etatowego.
Na podstawie zarządzenia szefa Sztabu Generalnego Wojska Polskiego Nr 044/Org. z dnia 14 lipca 1976 batalion został rozformowany. Kadra zawodowa i sprzęt jednostki został wykorzystany w procesie organizacji 2 pułku łączności WOWew w Białymstoku.